# ヒストリアン
『ヒストリアン』（The Historian）は、エリザベス・コストヴァ（Elizabeth Kostova）著の小説。
16歳の少女が「竜の本」を中心にドラキュラの謎を解く物語。発売直後に全米ベストセラー第1位となり、100万部以上の売上を記録した。